# Roppolo
Roppolo est une commune italienne de la province de Biella, dans la région Piémont.
La commune possède de nombreux centres d'intérêt et une très longue histoire. L'origine des peuplements semblent remonter à la préhistoire, époque à laquelle un oppidum fortifié naturellement par le relief occupe probablement le promontoire rocheux qui est aujourd'hui occupé par le très important château médiéval qui subsiste (propriété privée de la famille Saletta) encore, dominant le lac de Viverone.  
Ce château fortifié et possédant encore son donjon (remontant au IXe siècle) garde et renferme de très beaux vestiges médiévaux ainsi qu'un habitat seigneurial très richement décoré. 
Dominant le lac de Viverone depuis le sommet d'une colline morainique, le château occupe certainement l'emplacement d'une sorte d'oppidum néolithique. L'emplacement actuel du château occupe l'ensemble du sommet formant une place forte imprenable. Le château est une bâtisse importante comportant la partie castrale avec cour d'entrée et cour intérieure, entourée des bâtiments encore munis des mâchicoulis qui en défendent tous les murs extérieurs. Datant de plusieurs périodes bien identifiées on peut encore lire aisément son architecture avec ses périodes du Xe siècle (donjon), du XIVe siècle (ensemble des bâtiments principaux) et de la Renaissance (partie des habitations sur cour intérieure). Bien que ne possédant plus que le donjon, d'autres tours ont existe jadis comme le montrent certains fragments d'escalier à vis qui ont été ultérieurement modifiés.

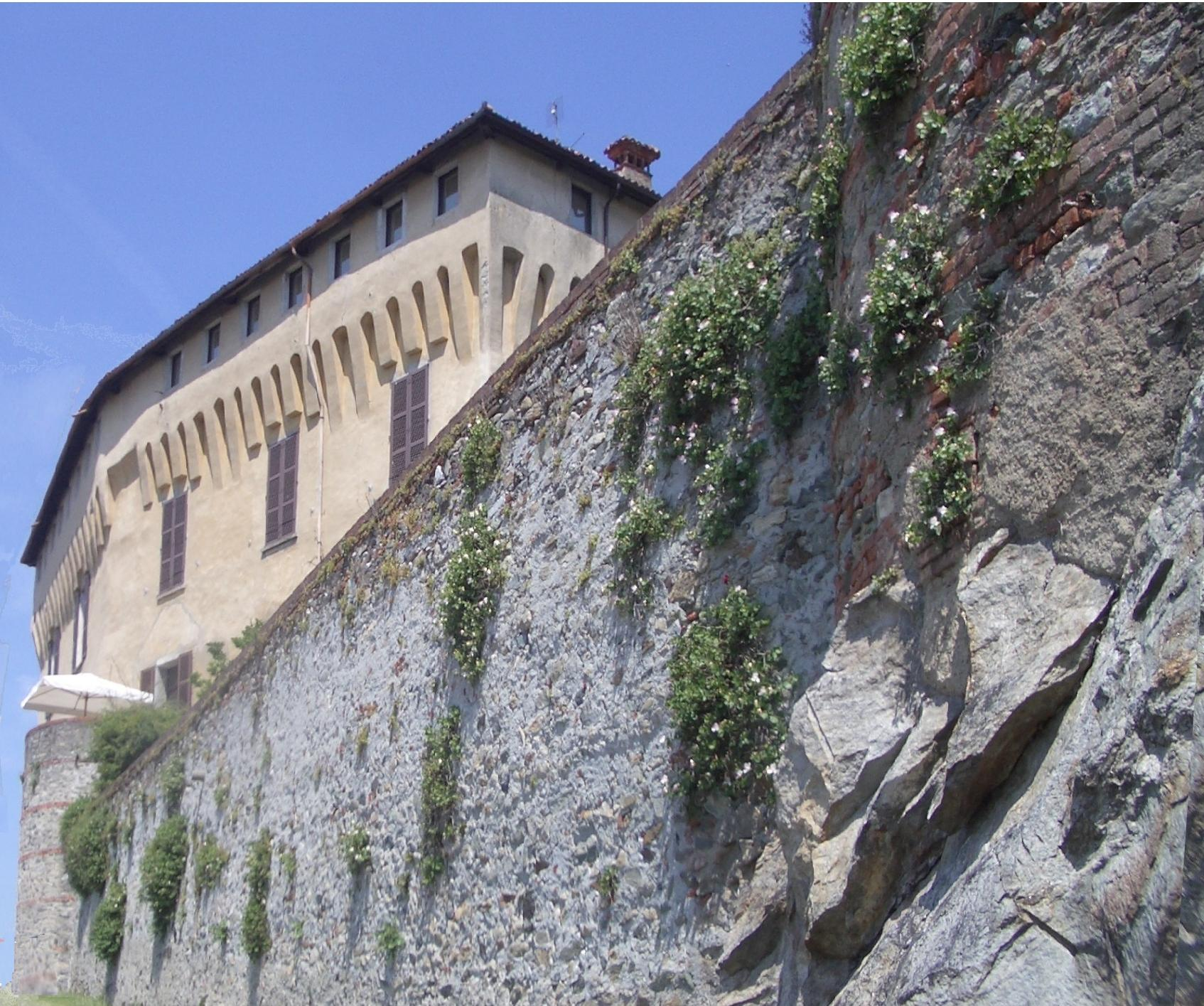
Vue d'une partie du château depuis la pente d'accès.

On visitera avec intérêt les immenses sous-sols et les étages nobles de ce château de grandes dimensions. Parmi les pièces les plus importantes de la bâtisse, on visitera le salon bleu, le grand salon d'apparat aux remarquables plafonds peints, le salon rose aux très intéressantes peintures ornant son plafond, la grande salle à manger à cheminée monumentale et aux draperies peintes en trompe-l'œil. On visitera aussi surtout la grande galerie et ses armures d'époque ou alors la chambre de Napoléon Bonaparte, ou l'Empereur passa quelques nuits en 1809. La cour du château, la cour d'honneur entourée d'arcades Renaissance et l'ancienne chapelle castrale (placée sous le vocable de Saint Michel Archange), qui fut longtemps église paroissiale, offrent au visiteur de belles occasions de découverte. La vue, depuis les remparts et les terrasses du château, domine toute la région, le très grand lac de Viverone et permettent d'embrasser par temps clair, l'ensemble des Alpes piémontaises. 

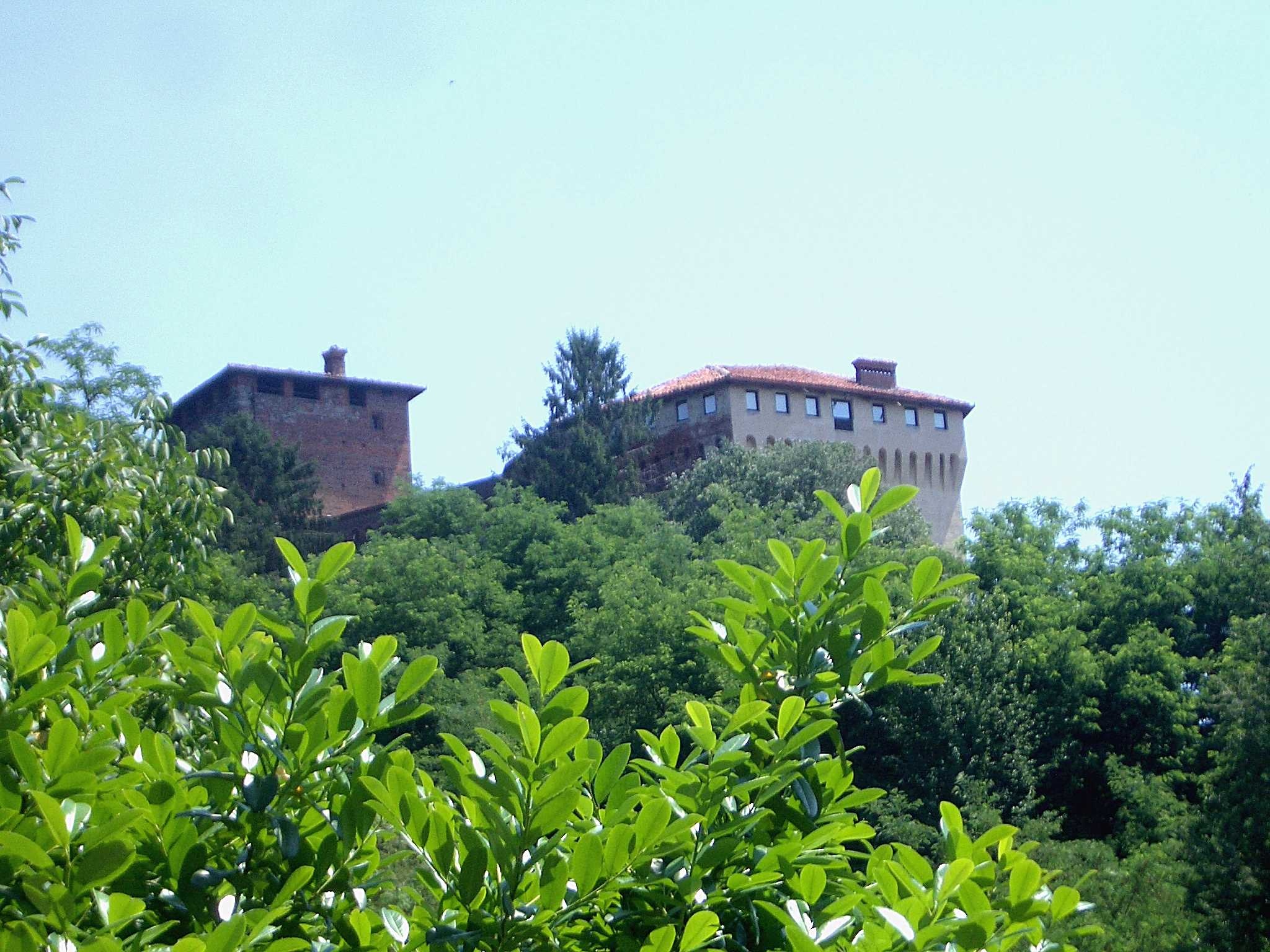
Château côté ouest à travers des bois.

La vue depuis le château domine les vignes et les maisons du village. Ce dernier est remarquable à plusieurs titres. Le principal étant son église paroissiale qui possède un étonnant beffroi. Un lavoir, d'intéressantes maisons anciennes, plusieurs petits manoirs et quelques chapelles très anciennes subsistent dans les divers hameaux de Roppolo. Une tombe monolithique, taillée dans la roche est un point obligé d'excursion, une reine barbare y aurait été enterrée. 
Roppolo est un village patrimonial très ancien et attachant.

## Administration
| Période                                  | Période | Identité | Étiquette | Qualité |
| ---------------------------------------- | ------- | -------- | --------- | ------- |
|                                          |         |          |           |         |
| Les données manquantes sont à compléter. |         |          |           |         |

### Hameaux
Comuna, Morzano, Roppolo Castello, Salomone

### Communes limitrophes
Alice Castello, Cavaglià, Cerrione, Dorzano, Salussola, Viverone, Zimone

## Notes et références

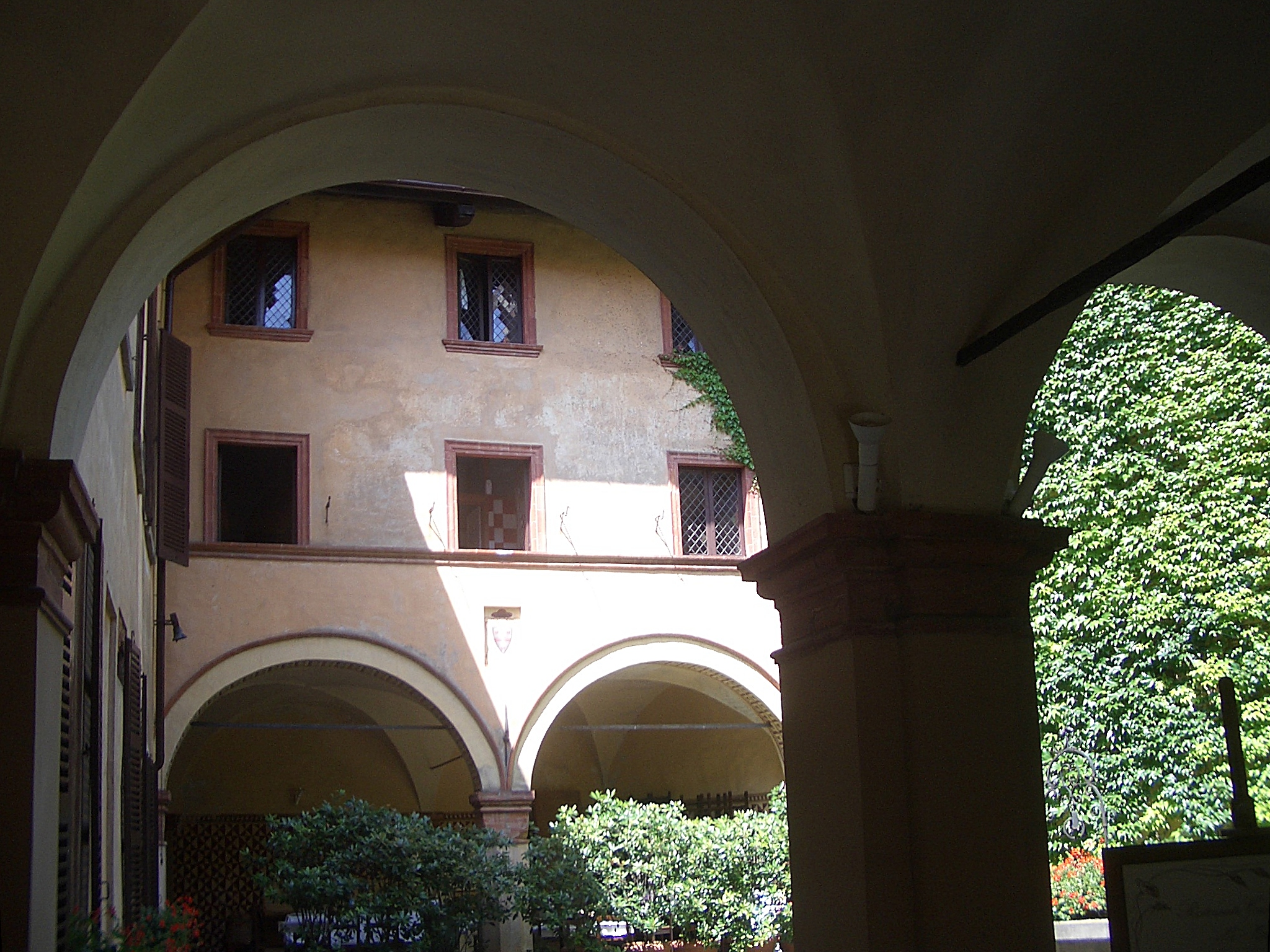
Vue d'une partie de la cour d'Honneur du chateau